# Ordgarius sexspinosus
Ordgarius sexspinosus là một loài nhện trong họ Araneidae.
Loài này thuộc chi Ordgarius. Ordgarius sexspinosus được Tord Tamerlan Teodor Thorell miêu tả năm 1894.